# Corrales de Duero
Corrales de Duero település Spanyolországban, Valladolid tartományban. Corrales de Duero Curiel de Duero, Roturas, San Llorente, Villaescusa de Roa, Pedrosa de Duero és Mambrilla de Castrejón községekkel határos. Lakosainak száma 105 fő (2024).

## Népesség
A település népessége az utóbbi években az alábbiak szerint változott:
| Lakosok száma | 137  | 119  | 108  | 108  | 100  | 98   | 98   | 105  | 99   | 105  |
|               | 2001 | 2004 | 2007 | 2009 | 2012 | 2014 | 2017 | 2019 | 2022 | 2024 |